# Локхарт (Техас)
Локхарт (англ. Lockhart) — город в США, расположенный в округе Колдуэлл; является окружным центром округа.
Город Локхарт и округ Колдуэлл входят в метрополитенский статистический ареал США Большой Остин. Население составляет 38066 человек.

## История
Город был назван в честь Бэрда Локхарта, помощника геодезиста Грина Девитта (англ. Green DeWitt). Локхарт стал местом победы техасцев над команчами в сражении при Плам-Крик в 1840 году (первоначально город назывался Plum Creek).
Экономическое развитие Локхарта началось с приходом в город железной дороги в конце XIX века, когда город стал региональным центром складирования хлопка. Сразу в город начали прибывать иммигранты, открывавшие здесь различные предприятия.
В городе находится старейшая действующая публичная библиотека штата Техас — Dr. Eugene Clark Library.
30 июля 2016 года вблизи Локхарта в результате возгорания и падения воздушного шара погибли 16 человек.

## География
Локхарт находится рядом с Центральным Техасом, в 48 км южнее города Остина на американской автостраде 183 (англ. U.S. Highway 183). В 110 км к северо-востоку от Сан-Антонио и в 251 км к западу от Хьюстона.
Город имеет площадь 40,4 км², из которых 40,3 км² заняты сушей и 0,1 км² — водой, что составляет 0,14 % от всей поверхности.